# Gaius Asinius Pollio (Konsul 40 v. Chr.)
Gaius Asinius Pollio (* 76 v. Chr.; † 5 n. Chr.) war ein römischer Politiker, Konsul, Redner, Dichter und Geschichtsschreiber.

## Leben
Asinius Pollio wurde wahrscheinlich im Jahre 76 v. Chr. geboren. Seine Vorfahren gehörten dem kleinen Stamm der Marrucini an, sein Vater war wohl römischer Ritter und kümmerte sich intensiv um die Erziehung seines Sohnes.
Im Jahr 54 v. Chr. machte der junge Pollio durch seine Anklage des Gaius Porcius Cato – nicht identisch mit Cato dem Jüngeren – auf sich aufmerksam, der in seinem Volkstribunat im Jahr 56 v. Chr. als Werkzeug des Triumvirats gehandelt hatte. Die Anklage scheiterte jedoch durch die Einflussnahme des Gnaeus Pompeius Magnus. Im Bürgerkrieg zwischen Gaius Iulius Caesar und Pompeius stand er, obwohl eigentlich Republikaner, auf Caesars Seite. Grund war wohl seine persönliche Freundschaft mit Caesar sowie die Annahme Pollios, Caesar habe die größte Aussicht auf Erfolg. Pollio nahm aktiv an den Kämpfen teil; er war vor Ort in den Schlachten am Bagradas (49 v. Chr.), bei Pharsalos (48 v. Chr.), Thapsus (46 v. Chr.) und Munda (45 v. Chr.). Pollio war 47 v. Chr. daran beteiligt, einen Gesetzesentwurf des Dolabella zu verhindern, der versucht hatte, sich so seiner Schulden zu entledigen. Pollio nahm auch an den Kämpfen in Hispanien gegen Sextus Pompeius teil, wo er sich zur Zeit von Caesars Ermordung als Statthalter der Provinz Hispania ulterior (44/43 v. Chr.) aufhielt. Sextus Pompeius, gegen den Pollio wenig ausrichten konnte, durfte durch die Vermittlung des Lepidus die Provinz verlassen, während Pollio mit drei Legionen noch vor Ort blieb.
In dem folgenden Bürgerkrieg zwischen Republikanern und Caesarianern verhielt er sich zunächst abwartend, um sich alle Optionen offen zu halten. Schließlich musste er sich jedoch, vor allem da er eine nicht unwichtige Provinz hielt und über größere Truppenverbände verfügte, entscheiden. Da keine Möglichkeit bestand, mit den Republikanern in direkten Kontakt zu treten, trat er 43 v. Chr. auf die Seite des Marcus Antonius. Als es darum ging, die Provinzen aufzuteilen – Gallien fiel dabei an Antonius – betraute dieser Pollio mit der Verwaltung von Gallia Transpadana, dem Teil der Provinz Gallia cisalpina, der zwischen dem Po und den Alpen lag. Bei der Beaufsichtigung der Landverteilung in der Gegend um Mantua unter den Veteranen nutzte er seinen Einfluss, um das Eigentum des Dichters Vergil vor der Beschlagnahme zu schützen.
Im perusinischen Krieg verhielt er sich, wie so oft, zunächst neutral, kämpfte dann aber an der Seite des Antonius. Im Jahr 40 v. Chr. war er an der Aushandlung des Friedens von Brundisium beteiligt, durch den Octavian, der Großneffe sowie Haupterbe Caesars und spätere erste Kaiser Augustus, und dessen Rivale Antonius für eine Weile ausgesöhnt wurden. Im gleichen Jahr trat Pollio sein Konsulat an, das ihm bereits drei Jahre zuvor versprochen worden war. In dieser Zeit war es, dass Vergil seine berühmte vierte Ekloge an ihn richtete.
Im Jahr darauf leitete Pollio einen erfolgreichen Feldzug gegen die Parthini, ein illyrisches Volk, das Brutus verbunden war, und feierte seinen Triumphzug am 25. Oktober. Die achte Ekloge Vergils wurde an ihn gerichtet, während er auf diesem Feldzug war.
Aus dem Erlös der Beute dieses Krieges finanzierte er die erste öffentliche Bibliothek Roms, die er im Atrium Libertatis errichten ließ (nach 39 v. Chr.). Die Bibliothek, unterteilt in eine Abteilung für griechische und eine für lateinische Literatur, war mit Bildnisstatuen bedeutender Autoren der Vergangenheit ausgestattet; als einziger Lebender wurde der große Gelehrte Marcus Terentius Varro mit einer Statue geehrt.
In der Folgezeit zog sich Pollio aus dem politischen Leben zurück. Er ergriff auch im Krieg zwischen Antonius und Octavian nicht Partei. Obwohl oft auf den eigenen Nutzen bedacht und durchaus ein Profiteur der Bürgerkriege, hatte er für die neue politische Ordnung des Prinzipats nur wenig übrig. Er bedauerte den Verlust der (freilich nur einer Minderheit zustehenden) republikanischen Freiheit, gab sich aber keiner Illusion über die neue Lage hin. Zur Zeit des Augustus ging es ihm wohl nur noch hauptsächlich um die freie Meinungsäußerung, etwa im literarischen Bereich. Über die Zeit der Proskription, der Marcus Tullius Cicero zum Opfer fiel, ist eine von ihm stammende Anekdote in einem spätantiken Werk überliefert: Pollio soll demnach gescherzt haben, dass er schweigen werde, denn es sei nicht leicht gegen jemanden zu schreiben, der sich mit einem Todesurteil revanchieren könne. Mit seinen (verlorenen) Historien schrieb er dennoch ein Geschichtswerk, das gerade diese Zeit behandelte.

## Werke
Pollio widmete sich nach seinem Rückzug aus der Politik vor allem seinen literarischen Interessen. Er tat sich als Förderer Vergils sowie des Horaz hervor und war auch ein Patron des Timagenes von Alexandria, der sich mit Augustus überworfen hatte und anschließend von Pollio aufgenommen wurde. Pollio schrieb selbst Tragödien, grammatikalische Schriften und Reden, von denen aber nur geringe Reste erhalten sind.
Pollios Hauptwerk war eine Geschichte des Bürgerkriegs zwischen Caesar und Pompeius, von dem ebenfalls nur wenige Fragmente erhalten sind (The Fragments of the Roman Historians, Nr. 56). Dieses zeitgeschichtliche, wohl aus einer pro-senatorischen Perspektive verfasste Werk trug den Titel Historiae und umfasste 17 Bücher. Es setzte mit der Gründung des sogenannten Ersten Triumvirats im Jahre 60 v. Chr. ein. Es ist unbekannt, wie weit Pollio die folgenden Ereignisse schilderte. Die Historien reichten sicher bis zum Tod Ciceros, da in einem der Fragmente dieser gewürdigt wird. In der Regel wird vermutet, dass das Werk bis zur Schlacht bei Philippi im Jahr 42 v. Chr. reichte, da dieses Ereignis für die Republikaner einen tiefen Einschnitt bedeutete. Gelegentlich wird auch erwogen, dass Pollio sein Werk mit dem Sieg Octavians bei Actium im Jahr 31 v. Chr. abschloss.
Pollio kritisierte in den Historien teilweise die Glaubwürdigkeit der Commentarii Caesars und versuchte anscheinend, dessen Darstellung zu korrigieren, wenngleich Caesar selbst von Pollio wohl kaum allzu negativ dargestellt wurde. Die Kritik an Caesar hatte wahrscheinlich auch den Sinn, Pollios Position als möglichst neutralen Geschichtsschreiber zu stärken, der sich auf Augenzeugenberichte im Stil des Thukydides stützte. Außerdem konnte sich Pollio so wohl dem Vorwurf entziehen, er schildere parteiisch die Geschichte der Seite, für die er gekämpft hatte. Tatsächlich wurde Pollio, der an dem Feldzug von Actium nicht mehr teilnahm und erst nach dem Tod des Antonius seine Historien verfasste, auch durchaus für seine Neutralität gelobt, so etwa von Velleius Paterculus.
Der Quellenwert der Historien muss sehr hoch gewesen sein, denn Pollio war oft Augenzeuge der Geschehnisse bzw. war indirekt an den Ereignissen mitbeteiligt. Das Werk wurde in der Folgezeit offenbar häufig herangezogen, denn Pollio wird etwa im Geschichtswerk Appians sowie von den Biographen Sueton und Plutarch zitiert.